# Сын (фильм, 1955)
«Сын» — молодёжная социальная драма режиссёра Юрия Озерова. Премьера фильма состоялась 20 февраля 1956 года.

## Сюжет
Старшекласснику Андрею Горяеву за хулиганский проступок грозит уголовная ответственность. Сердобольная свидетельница Шура Сокольская жалеет юношу, и его отпускают. Поссорившись с отцом, Горяев уходит из дома и скитается по столице, пока случайно не оказывается в новом районе Москвы в Черёмушках. Бригадир строителей Панечкин устраивает Андрея рабочим. Под влиянием коллектива через трудности и неудачи Горяев добивается успеха, меняет свои взгляды на жизнь.

## В ролях
- Леонид Харитонов — Андрей Горяев
- Пётр Константинов — отец Андрея
- Варвара Каргашова — мать Андрея
- Надежда Румянцева — Тамара, профорг на стройке
- Павел Винник — водитель грузовика
- Алексей Грибов — администратор цирка
- Владимир Земляникин — Алёша, рабочий
- Роза Макагонова — Шурочка, цирковая артистка
- Александр Михайлов — водитель циркового автобуса
- Константин Сорокин — Панечкин, бригадир-жулик
- Владимир Белокуров — цирковой артист
- Ада Войцик — мать Васи
- Алексей Кельберер — классный руководитель
- Вера Карпова — Сергеева, школьница
- Павел Шальнов — Ложечкин
- Виктор Гераскин — Вася Козлов
- Клеон Протасов — лейтенант милиции
- Константин Барташевич — директор школы
- Сергей Калинин — дядя Федя, сосед

В титрах не указаны
- Александр Гречаный — старшина милиции
- Нина Дорошина — продавщица
- Юрий Белов — старшина милиции
- Светлана Харитонова — работница с лопатой
- Евгений Кудряшёв — прохожий
- Алексей Бахарь — рабочий
- Валентин Брылеев — участковый
- Владимир Кулик — одноклассник Андрея
- Лев Лобов — участковый

## Съёмочная группа
- Автор сценария — Татьяна Сытина
- Режиссёр — Юрий Озеров
- Оператор — Игорь Слабневич
- Художник — Стален Волков
- Композитор — Юрий Левитин
- Звукооператор — Евгения Индлина
- Художник-гримёр — Ольга Струнцова
- Монтаж — Екатерина Карпова
- Комбинированные съёмки:

- операторы — Александр Ренков, Игорь Фелицын
- художник — Николай Звонарёв

- Автор текста песни — Михаил Матусовский
- Директор картины — Валентин Маслов